# Міністр закордонних справ Великої Британії
Міністр закордонних справ і у справах Співдружності Націй (англ. His Majesty's Secretary of State for Foreign and Commonwealth Affairs, дослівно Державний секретар Його Величності із закордонних і справ Співдружності націй), зазвичай міністр закордонних справ, є членом Уряду Його Величності, очолюючи Міністерство закордонних справ і у справах Співдружності Націй, та відповідальний за відносини з іноземними державами, за питання, що стосуються Співдружності націй і заморських територій Великої Британії і сприяння британським інтересам за кордоном.

## Посада міністра
Посада міністра закордонних справ була започаткована при урядовій реорганізації Великої Британії 1782 року, в якій Північний і Південний департаменти стали міністерством внутрішніх справ і міністерством закордонних справ відповідно. Посада міністра закордонних справ і у справах Співдружності Націй була започаткована 1968 року при злитті функцій міністра закордонних справ і міністра у справах Співдружності Націй до окремого Державного департаменту. Міністерство у справах Індії було попереднім департаментом міністерства закордонних справ.
Міністр закордонних справ — член Кабінету міністрів Великої Британії, і посада розглядається як одна з Великих Державних Посад. Міністр закордонних справ працює поза міністерством закордонних справ в Вайтхоллі. Офіційні місця резиденція міністра — Карлтон Гарденс 1 в Лондоні і Чівнінг в Кенті. У 2006 р. при перестановці в Кабінеті міністрів Великої Британії, Маргарет Бекетт стала першою жінкою, яка обіймала цю посаду.
З 13 листопада 2023 року міністр закордонних справ і у справах Співдружності Націй — Девід Камерон, колишній британський прем'єр-міністр.

## Міністри закордонних справ Великої Британії
| Ім'я                             | Портрет | Термін    |
| -------------------------------- | ------- | --------- |
| Чарльз Джемс Фокс                |         | 1782      |
| Лорд Томас Грентем               |         | 1782—1783 |
| Чарльз Джемс Фокс                |         | 1783      |
| Граф Джордж Темпл                |         | 1783      |
| Герцог Френсіс Лідс              |         | 1783—1791 |
| Лорд Вільям Ґренвілл             |         | 1791—1801 |
| Лорд Роберт Гоксбері             |         | 1801—1804 |
| Лорд Гарровбі                    |         | 1804—1805 |
| Лорд Генрі Малгрейв              |         | 1805—1806 |
| Чарльз Джемс Фокс                |         | 1806      |
| Віконт Чарльз Говік              |         | 1806—1807 |
| Джордж Каннінг                   |         | 1807—1809 |
| Генрі Батерст Граф Генрі Батерст |         | 1809      |
| Маркіз Річард Велзлі             |         | 1809—1812 |
| Віконт Роберт Каслрі             |         | 1812—1822 |
| Джордж Каннінг                   |         | 1822—1827 |
| Граф Джон Дадлі                  |         | 1827—1828 |
| Граф Джордж Абердин              |         | 1828—1830 |
| Віконт Генрі Пальмерстон         |         | 1830—1834 |
| Герцог Артур Веллінгтон          |         | 1834—1835 |
| Віконт Генрі Пальмерстон         |         | 1835—1841 |
| Граф Джордж Абердин              |         | 1841—1846 |
| Віконт Генрі Пальмерстон         |         | 1846—1851 |
| Граф Гренвілл Гренвіль           |         | 1851—1852 |
| Граф Джеймс Малмсбері            |         | 1852      |
| Джон Расселл                     |         | 1852—1853 |
| Граф Джордж Кларендон            |         | 1853—1858 |
| Граф Джеймс Малмсбері            |         | 1858—1859 |
| Джон Расселл                     |         | 1859—1865 |
| Граф Джордж Кларендон            |         | 1865—1866 |
| Лорд Едвард Стенлі               |         | 1866—1868 |
| Граф Джордж Кларендон            |         | 1868—1870 |
| Граф Гренвілл Гренвіль           |         | 1870—1874 |
| Граф Едвард Дербі                |         | 1874—1878 |
| Маркіз Роберт Солсбері           |         | 1878—1880 |
| Граф Гренвілл Гренвіль           |         | 1880—1885 |
| Маркіз Роберт Солсбері           |         | 1885—1886 |
| Граф Арчібальд Розбері           |         | 1886      |
| Граф Стеффорд Іддезлі            |         | 1886—1887 |
| Маркіз Роберт Солсбері           |         | 1887—1892 |
| Граф Арчібальд Розбері           |         | 1892—1894 |
| Граф Джон Кімберлі               |         | 1894—1895 |
| Маркіз Роберт Солсбері           |         | 1895—1900 |
| Маркіз Генрі Ленсдаун            |         | 1900—1905 |
| Сер Едвард Грей                  |         | 1905—1916 |
| Артур Бальфур                    |         | 1916—1919 |
| Граф Джордж Керзон Кедлстонський |         | 1919—1924 |
| Рамсей Макдональд                |         | 1924      |
| Сер Остін Чемберлен              |         | 1924—1929 |
| Артур Гендерсон                  |         | 1929—1931 |
| Маркіз Руфус Рідінг              |         | 1931      |
| Сер Джон Саймон                  |         | 1931—1935 |
| Сер Семюель Хор                  |         | 1935      |
| Ентоні Іден                      |         | 1935—1938 |
| Віконт Едвард Галіфакс           |         | 1938—1940 |
| Ентоні Іден                      |         | 1940—1945 |
| Ернст Бевін                      |         | 1945—1951 |
| Герберт Моррісон                 |         | 1951      |
| Ентоні Іден                      |         | 1951—1955 |
| Гарольд Макміллан                |         | 1955      |
| Селвін Ллойд                     |         | 1955—1960 |
| Сер Алек Дуглас-Г'юм             |         | 1960—1963 |
| Річард Батлер                    |         | 1963—1964 |
| Патрік Гордон Вокер              |         | 1964—1965 |
| Майкл Стюарт                     |         | 1965—1966 |
| Джордж Браун                     |         | 1966—1968 |
| Майкл Стюарт                     |         | 1968—1970 |
| Сер Алек Дуглас-Г'юм             |         | 1970—1974 |
| Джеймс Каллаган                  |         | 1974—1976 |
| Ентоні Кросленд                  |         | 1976—1977 |
| Девід Оуен                       |         | 1977—1979 |
| Лорд Пітер Карінгтон             |         | 1979—1982 |
| Френсіс Пім                      |         | 1982—1983 |
| Джеффрі Гау                      |         | 1983—1989 |
| Джон Мейджор                     |         | 1989      |
| Дуглас Герд                      |         | 1989—1995 |
| Малкольм Ріфкінд                 |         | 1995—1997 |
| Робін Кук                        |         | 1997—2001 |
| Джек Стро                        |         | 2001—2006 |
| Маргарет Беккет                  |         | 2006—2007 |
| Девід Мілібенд                   |         | 2007—2010 |
| Вільям Гейґ                      |         | 2010—2014 |
| Філіп Геммонд                    |         | 2014—2016 |
| Борис Джонсон                    |         | 2016—2018 |
| Джеремі Гант                     |         | 2018—2019 |
| Домінік Рааб                     |         | 2019—2021 |
| Ліз Трасс                        |         | 2021—2022 |
| Джеймс Клеверлі                  |         | 2022—2023 |
| Лорд Девід Камерон               |         | 2023—2024 |
| Девід Леммі                      |         | з 2024    |